# Guido Guidesi
Guido Guidesi (Codogno, 6 gennaio 1979) è un politico italiano.

## Biografia
Nato il 6 gennaio 1979 a Codogno, in provincia di Lodi, vive dalla nascita a San Rocco al Porto, un piccolo comune del basso Lodigiano.
Nel 1997 si è diplomato come ragioniere amministrativo presso l'Istituto Tecnico Economico "Gian Domenico Romagnosi" di Piacenza. Appena diplomato ha iniziato la sua attività lavorativa come commesso e magazziniere. In seguito ha lavorato come impiegato fiscalista presso la Confartigianato della Provincia di Lodi e come impiegato bancario presso la Banca di Credito Cooperativo Centropadana. Ha collaborato con la giunta regionale della Lombardia con l'assessorato attività produttive e con l'assessorato agricoltura.

### Attività politica
Partecipa alle attività del movimento Lega Nord, del quale fa parte fin dall'adolescenza. Nel 2004 assume l'incarico di responsabile organizzativo provinciale. Dal 2005 al 2007 viene nominato commissario di sezione Lega Nord, eletto nel 2007 e confermato sino al 2013 segretario provinciale Lega Nord Lodi e membro del direttivo nazionale della Lega Lombarda. Fra gli incarichi pubblici, è stato eletto consigliere comunale a Casalpusterlengo (LO) dal 2004 al 2008, mentre dal 2009 ricopre il ruolo nel suo comune di residenza, San Rocco al Porto (LO).

#### Elezione a deputato
Alle elezioni politiche del 2013 è stato candidato alla Camera dei deputati, tra le liste della Lega Nord nella circoscrizione Lombardia 3 in seconda posizione, risultando il primo dei non eletti. Tuttavia il 5 giugno 2013 viene proclamato deputato, in seguito alle dimissioni di Gianni Fava, nominato assessore ai trasporti della Regione Lombardia, e alla rinuncia di Andrea Gibelli. Nella XVII legislatura della Repubblica componente e capogruppo per la Lega Nord e Autonomie - Noi con Salvini nella 5ª Commissione Bilancio, tesoro e programmazione, oltre di far parte della Commissione parlamentare d'inchiesta sui fenomeni della contraffazione, della pirateria in campo commerciale e del commercio abusivo e a ricoprire l'incarico di delegato d'aula nel gruppo parlamentare della Lega alla Camera.

#### Sottosegretario ai rapporti col Parlamento
Alle elezioni politiche del 2018 viene candidato alla Camera dei deputati, tra le liste della Lega per Salvini Premier nel collegio plurinominale Lombardia 4, venendo rieletto deputato.
Nel corso della XVIII legislatura è stato capogruppo della Lega nella Commissione speciale per l'esame degli atti urgenti presentati dal Governo, oltreché componente della 3ª Commissione Affari esteri e comunitari, della 10ª Commissione Attività produttive, commercio e turismo, della 13ª Commissione Agricoltura e della Giunta per il Regolamento.
In seguito alla nascita del governo Conte I tra il Movimento 5 Stelle e la Lega, il 13 giugno 2018 viene nominato dal Consiglio dei ministri sottosegretario di Stato per i Rapporti con il Parlamento e la democrazia diretta, affiancando il ministro pentastellato Riccardo Fraccaro e mantenendo l'incarico fino al 5 settembre 2019.

#### Assessore della Regione Lombardia
L'8 gennaio 2021, in seguito ad un rimpasto della giunta regionale della Lombardia operato dal presidente Attilio Fontana, viene nominato dallo stesso assessore allo Sviluppo economico, con competenza su Industria, imprese e artigianato, Commercio, terziario e fiere, Export, Internazionalizzazione delle imprese. A marzo 2023, con la vittoria di Fontana alle elezioni regionali lombarde, viene confermato nell'incarico di assessore allo Sviluppo Economico della Regione Lombardia.